# Jacob Prummel
Jacob (Jaap) Prummel (Groningen, 13 april 1916 – 22 juni 1999) was een bekend Nederlands tandtechnicus.
Van 1946 tot 1949 was hij voorzitter van de toenmalige Nederlandse Vereniging van Tandtechnikers (opgericht in 1931). In die hoedanigheid stond hij aan de basis van de fusie met de Nederlandse afdeling van de Deutsche Tandtechiker Verein. Hij werd de eerste voorzitter van de in 1950 tot stand gekomen fusie-organisatie, de Vereniging van Laboratoriumhoudende Tandtechnici (VLT). Van 1969 tot aan zijn pensionering in 1981 was hij de officiële vertegenwoordiger van de VLT in de Europese koepelvereniging van tandtechnici. Hij vervulde door zijn vele bestuurlijke werk een prominente rol in de ontwikkeling van de tandtechniek in Nederland.
Ook was hij de uitvinder van de Prummelklem. 
Na een opleiding tot reclametekenaar werd Jaap Prummel in 1936 min of meer bij toeval tandtechnicus bij het indertijd grote laboratorium van Max Reneman. Hij was tijdens de mobilisatie van 1939 en tijdens de Duitse inval ingedeeld bij de militaire tandtechnische Dienst in Velzen. Na de Nederlandse overgave in mei 1940 werd Jaap Prummel gedemobiliseerd.
Hij richtte in de oorlog een tandtechnisch laboratorium op dat begon op de zolder van zijn ouderlijk huis. Zijn broer Jan Sicco Prummel werd zijn compagnon en mededirecteur. Het mede dankzij een exclusieve licentie van Austenol snel groeiende bedrijf werd later aan de Prinsenstraat en in een speciaal voor dat doel gebouwd laboratorium aan de Admiraal de Ruyterlaan in Groningen ondergebracht. Later kwam er een filiaal in Assen. Het laboratorium had ten tijde van zijn pensionering in 1981 zestig medewerkers. 
Jaap Prummel was erelid van het Europäisches Dachverband der Zahntechniker (FEPPD) en was actief in het VNO. In Groningen was hij bestuurslid van de De Commercieele Club. Als bestuurslid van de Van Hammondstichting bevorderde hij de opleiding van jonge tandtechnici.